# The Old Mill
The Old Mill (traducido como El viejo molino) es un cortometraje animado de la serie Silly Symphonies producido por Walt Disney, dirigido por Wilfred Jackson, y estrenado en los cines por RKO Radio Pictures el 5 de noviembre de 1937.
El corto ganó el Óscar al mejor cortometraje animado en 1937. En 1994 apareció en el puesto número 14 de la lista 50 Greatest Cartoons, tras recibir los votos de varias personalidades dentro de la animación.

## Sinopsis
El cortometraje muestra cómo un grupo de animales, ratones, murciélagos, aves, entre otros, convive en un viejo molino abandonado en el campo. Al llegar la noche, una tormenta amenaza con destruir el hogar de los animales.

## Música
La música del cortometraje es un pequeño poema sinfónico dividido en cuatro partes. La primera, en el estilo de un adagio de sinfonía clásica, es de ritmo lento e ilustra la vida en el molino. Domina la paz aunque hay un algo de melancolía en la música. La segunda parte, que acompaña el concierto de las ranas, es rápida y juguetona, un scherzo a cargo de los fagotes y las flautas, que crea un ambiente distendido que se ve bruscamente interrumpido con la abrupta llegada de la tormenta y de la tercera sección, en el estilo de las tempestades de las óperas rossinianas como El barbero de Sevilla, aunque con mayor carga dramática. El empleo de las cuerdas y las rápidas figuraciones del viento-metal crean un ambiente de tensión in crescendo que culmina en un acorde en fortissimo seguido de un diminuendo que ilustra el final de la tormenta. Llegamos así a la cuarta sección, en el espíritu de la primera aunque más compleja rítmicamente. Y en un espíritu de paz después de la tormenta (un poco en el espíritu de la Sexta de Beethoven, aunque sin ese carácter festivo) culmina la obra musical que acompaña el corto

## Innovaciones
Al igual que otros cortometrajes de la serie Silly Symphonies, The Old Mill sirvió para probar algunas técnicas de animación que serían utilizadas en futuros proyectos. Ésta fue la primera vez en que Disney utilizó su cámara multiplanos, el corto además incorporó algunos efectos de luz y color, representaciones de lluvia, viento, iluminación, rayos y reflejos, rotación tridimensional de objetos. Todos estos elementos fueron utilizados posteriormente en otros proyectos de Disney.